# Messor danaes
Messor danaes (лат.) — вид муравьёв-жнецов трибы Stenammini из подсемейства мирмицины. Греция (Киклады: остров Серифос).

## Этимология
Назван в честь Данаи (греч. Δανάη), аргосской принцессы и матери героя Персея. Согласно мифологии, дельфийский оракул объявил царю Аргоса, что сын его дочери убьет его. Тогда царь, чтобы избежать своей участи, решил бросить Данаю и Персея в море в деревянном сундуке, надеясь на их неминуемую гибель. Однако оба выжили и были выброшены на берег острова Серифос — типового местонахождения Messor danaes.

## Описание
Мелкие муравьи-жнецы. Все тело чёрное, только у нескольких наиболее крупных рабочих переднебоковые углы переднеспинки с темно-красной окраской и лобный треугольник красноватый. Ноги темно-коричневые до черных, только вершины вертлуг, колено и вентральная сторона лапок желтоватые до желтовато-коричневых, изредка тазики частично красновато-коричневые. Мандибулы красноватые до красновато-коричневых. Скапус усика черный с желтовато-коричневой вершиной, жгутик обычно черный в нижней части, затем постепенно бледнеет в верхней части, последние сегменты коричневые, иногда весь жгутик коричневый. От близких видов отличается следующими признаками: мезосома полностью чёрная, лишь изредка переднебоковые углы переднеспинки с красноватым оттенком; затылочная часть головы всегда с менее чем 12 крупными волосками. Стебелёк между грудкой и брюшком состоит из двух члеников: петиолюса и постпетиолюса (последний четко отделен от брюшка), жало развито, куколки голые (без кокона). Предположительно, как и близкие виды, собирают семена растений.